# Lavonne Idlette
Lavonne Idlette (* 31. Oktober 1985) ist eine Hürdenläuferin aus der Dominikanischen Republik, die sich auf die 100-Meter-Distanz spezialisiert hat.
2011 schied sie bei den Weltmeisterschaften in Daegu im Vorlauf aus und wurde Achte bei den Panamerikanischen Spielen in Guadalajara.
2012 gewann sie Bronze bei den Ibero-Amerikanischen Meisterschaften, kam aber bei den Olympischen Spielen in London nicht über die erste Runde hinaus.
Im Jahr darauf folgte einer Bronzemedaille bei den Zentralamerika- und Karibikmeisterschaften ein Halbfinaleinzug bei den Weltmeisterschaften 2013 in Moskau.
2014 scheiterte sie über 60 Meter bei den Leichtathletik-Hallenweltmeisterschaften in Sopot im Vorlauf. Über 100 Meter Hürden siegte sie bei den Ibero-Amerikanischen Meisterschaften und wurde Vierte beim Continentalcup in Marrakesch.
2015 schied sie bei den Panamerikanischen Spielen in Toronto und bei den Weltmeisterschaften in Peking jeweils in der ersten Runde aus.

## Persönliche Bestzeiten
- 60 m Hürden (Halle): 8,16 s, 7. März 2014, Sopot (nationaler Rekord)
- 100 m Hürden: 12,77 s, 8. Juni 2013, Montverde (nationaler Rekord)